# دارفور الآن
دارفور الآن هو فيلم وثائقي لعام 2007 تناول الحرب في دارفور، السودان. كتبه وأخرجه تيد براون وأنتجه دون شيدل ومارك جوناثان هاريس وكاثي شولمان. ومن بين المنتجين التنفيذيين جيف سكول وعمر أمانات ودين شرام وديان ويرمان ومات بالميري. الفيلم هو دعوة للعمل من أجل الناس في جميع أنحاء العالم لمساعدة الأزمة في دارفور.
تم عرض دارفور الآن لأول مرة في مهرجان تورونتو السينمائي الدولي 2007. تم إصدار الفيلم في الولايات المتحدة وكندا في 2 نوفمبر 2007.

## ملخص
يحكي فيلم دارفور الآن قصة ستة أفراد، مرتبطين ببعضهم بسبب الأزمة في دارفور. مثل دور هؤلاء الأفراد دون شيدل، وهو ممثل رشح لجائزة الأوسكار، واستخدم شهرته لجذب الانتباه إلى هذه القضية، بالإضافة إلى آدم ستيرلينغ، نادل عمره 24 عامًا وناشطًا يحث الحاكم أرنولد شوارزنيجر على التوقيع على مشروع قانون للحفاظ على أموال كاليفورنيا من الاستثمار في الشركات التي لها مصالح في السودان، ولويس مورينو أوكامبو، المدعي العام للمحكمة الجنائية الدولية في لاهاي، هولندا. ثم هناك الأشخاص الموجودون بالفعل في دارفور: هيجوا آدم، امرأة تعرض طفلها للضرب حتى الموت على أيدي مهاجمين من الجنجاويد الذين يحاربون الآن في جيش التحرير السوداني، وأحمد محمد أباكر، وهو بانٍ ومزارع نازح يعمل الآن كقائد ورئيس شيخ لمخيم يضم 47.000 نازح آخر من دارفور. وبابلو ريكالدي، رئيس برنامج الغذاء العالمي في غرب دارفور.

## روابط خارجية
- دارفور الآن على موقع IMDb (الإنجليزية)
- دارفور الآن على موقع ميتاكريتيك (الإنجليزية)
- دارفور الآن على موقع روتن توميتوز (الإنجليزية)
- دارفور الآن على موقع نتفليكس (الإنجليزية)
- دارفور الآن على موقع ألو سيني (الفرنسية)
- دارفور الآن على موقع Turner Classic Movies (الإنجليزية)
- دارفور الآن على موقع أول موفي (الإنجليزية)
- دارفور الآن على موقع بوكس أوفيس موجو (الإنجليزية)
- دارفور الآن على موقع فيلمافينيتي (الإسبانية)
- دارفور الآن على موقع قاعدة بيانات الأفلام السويدية (السويدية)

- دارفور الآن في ماي سبيس